# Jarjayes
Jarjayes település Franciaországban, Hautes-Alpes megyében. Lakosainak száma 465 fő (2022. január 1.). Jarjayes Venterol, Gap, Lettret, Rambaud, Saint-Étienne-le-Laus és Valserres községekkel határos.

## Népesség
A település népességének változása:
| Lakosok száma | 196  | 254  | 312  | 411  | 412  | 421  | 450  | 460  | 466  | 465  |
|               | 1968 | 1982 | 1990 | 2006 | 2013 | 2015 | 2017 | 2019 | 2020 | 2022 |